# Ar-Rastan
ar-Rastan, eller al-Rastan, (arabiska: الرستن) är en distriktshuvudort i Syrien.   Den ligger i provinsen Homs, i den centrala delen av landet, 160 kilometer norr om huvudstaden Damaskus. ar-Rastan ligger 411 meter över havet och antalet invånare är 53 152.